# Pivovar Gambrinus Plzeň
Pivovar Gambrinus je pivovar v Plzni. V současné době je součástí skupiny pivovaru Plzeňský Prazdroj, která patří japonskému koncernu Asahi.

## Historie

### Počátky a rozvoj pivovaru
V 19. století došlo i v Plzni ke zrušení propinačního práva. To znamenalo, že vařit a prodávat pivo už mohly i jiné subjekty než příslušníci stavů.  Nový zemský zákon r. 1869 umožnil zakládání hospod a pivovarů komukoliv, kdo složil do zemské pokladny „náhradu“ 5000 zlatých .
K založení tehdy druhého moderního pivovaru v Plzni dala v roce 1869 podnět komise, ve které, mimo jiné, zasedal majitel strojírny Emil Škoda. Výsledkem první schůze této komise bylo sepsání akciové listiny na jeden milion zlatých. Na další schůzi byla schválena koupě pozemku a předložen plán na vybudování pivovaru, ustanovena správní rada a stanovy. 25. června 1869 byla do obchodního rejstříku zapsána firma První plzeňský akciový pivovar v Plzni a v létě se začalo stavět. S prodejem piva se začalo 10. prosince 1870. Celkově byl pivovar schopný vystavit až 45 000 hl piva ročně. 18. prosince byla také zaregistrována první ochranná známka – Erste Pilsner Actien Braurei - Pilsner Bier.
V roce 1872 se odbyt místního piva zvýšil až na 70 000 hl a majitelé založili sklady piva ve Vídni, Praze, Karlových Varech, Teplicích a Chebu. O kvalitě piva z nového pivovaru svědčí Velká stříbrná medaile z národních slavností v Linci z roku 1871 a záslužná medaile ze Světové výstavy ve Vídni.

### Krize
Mezi lety 1873 a 1879 nastala krize, kterou úspěšně přečkaly jen Měšťanský pivovar a Škodova strojírna, tedy podniky, které nebyly zatíženy úvěry. V Akciovém pivovaru klesal výstav a kvalita piva byla kvůli nepravidelnému odběru stejnoměrná. Nastaly snahy o snížení ztrát zkracováním mezd a propouštěním. Mírné oživení přišlo až poté, co plzeňské pivo doporučil německému císaři (Vilém I. Pruský) při jeho pobytu v Teplicích jeho osobní lékař. Ani toto, ani stříbrná medaile ze světové výstavy v Paříži, však nezastavilo pokles odbytu. V roce 1880 uvařil pivovar pouhých 43 600 hl piva, které ještě ke všemu nedosahovalo dřívějších kvalit.

### Růst kvality i odbytu
Další pokusy o pozvednutí výroby začaly výměnou sládka a všech předáků. Následovala snaha o vývoz patnáctistupňového piva do zámoří s pomocí firmy Elbert & Weisspflug z Hamburku, a do Indie firmou Schwer & Co. Přesto však pivovar v letech 1874–1879 nevyplácel žádné dividendy. Počátkem 80. let došlo také k prvnímu zneužívání ochranné známky v Německu, což poškozovalo prodej hlavně láhvového piva. Od poloviny 80. let se pivovaru postupně začalo dařit lépe, došlo k rozšíření výroby a dalším investicím – zavedení elektrického osvětlení, rekonstrukce vodovodu, úprava sklepů.
Kvalita piva i vyrobené množství se, také díky značným vývozním úspěchům obou plzeňských pivovarů, dále zvyšovaly a roku 1889 bylo vyrobeno celých 157 541 hl piva, což bylo na horní hranici možností pivovaru. Roku 1890 dochází k dalším modernizacím – mimo jiné se staví druhé dynamo a dochází k elektrifikaci kanceláří a bytů, areál pivovaru byl obehnán zdí, byla rozšířena varna a chladírny. V roce 1892 vedl pivovar další spor, tentokrát se sládkem Haasem z Reibachu, který do Švýcarska prodával pivo pod označením Haas-Pilsner-Bier. Tento spor však nedopadl pro Plzeň úspěšně, jelikož slovo Pilsner bylo posouzeno jako označení typu piva.
Úspěch pivovaru lze sledovat i na cenách akcií, které vzrostly z 10–20 zlatých v roce 1872 až na 1 010 zlatých v roce 1893.

### Další pivovary
Značné úspěchy vedly oba stávající pivovary k založení dalšího pivovaru v Plzni. Největšími akcionáři byli Němci, ale mezi drobnými investory bylo mnoho Čechů. Nový Společný pivovar byl vybudován v usedlosti zvané Beranovka a vedení obou starších pivovarů usilovalo o to, aby ve městě již další pivovary nevznikaly. V roce 1895 se však snažil v Plzni založit čtvrtý pivovar bavorský rada Reichl z Kulmbachu a pátý pivovar měl v plánu továrník Ludvík Piett. Z obou projektů však sešlo. Snahy rady Reichla o založení pivovaru však pokračovaly až do roku 1918, kdy už vyhlídky na export do Německa a Rakouska-Uherska nebyly zdaleka tak dobré.
V roce 1907 byl na návštěvě v Prvním akciovém pivovaru císař František Josef I. a poté, co místní pivo pochválil, schválila správní rada pro své pivo ochrannou známku Pilsner Kaiserquell', česky Plzeňský císařský zdroj. Od té doby se také části sklepů říká na kaisru.
K založení třetího pivovaru v Plzni přece jen došlo. Stalo se tak roku 1913 z popudu Živnostenské banky a závod nesl název Český plzeňský pivovar akc.spol. – Světovar. Pivovar se snažil prosadit s novým druhem piva, které bylo méně chmelené a mnohem tmavší, to se však neujalo a pivovar začal vařit starý typ piva, se kterým měl dále úspěch.

### Velká válka a slučování

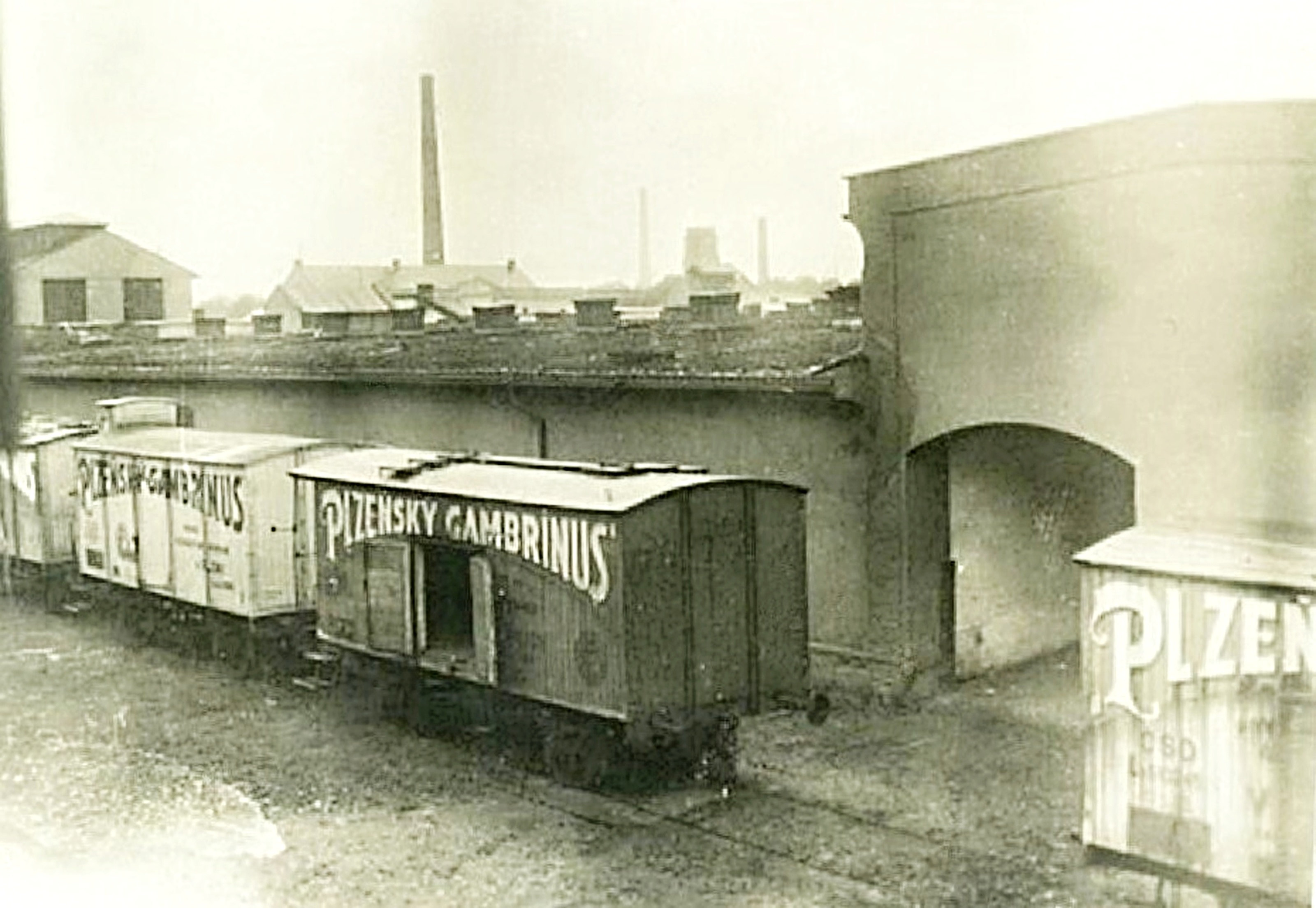
Vagóny pro přepravu piva Gambrinus v areálu plzeňského pivovaru (rok 1933)

Zlaté éra pivovarů v Plzni skončila po vstupu Rakouska-Uherska do války. V pivovaru bylo nutno ubytovat vojska a výroba sama trpěla nedostatkem pracujících. Byli zabaveni koně, nastaly potíže s dopravou po silnicích i železnici, s telefonickým i telegrafním spojením. V roce 1915 došlo i na nedostatek surovin na vaření piva a k demontáží součástí pivovaru pro válečné účely. Slad se nahrazuje pýrem, čirokem, řepou nebo medem a v roce 1917 je výroba zastavena úplně. Výstav v roce 1918 klesl na pouhých 31 800 hl třístupňového piva a 10 900 hl pivní náhražky – pivolínu.
Po konci války se začal pivovar počešťovat. Místo dosavadní známky Kaiserquell byl zvolen Plzeňský Gambrinus, ředitelem byl zvolen Čech, ovšem úředním jazykem pivovaru zůstala němčina. Po rozpadu Rakouské monarchie došlo k rozvázání obchodních vztahů s Německem a Rakouskem a utrpěl také vývoz do Holandska, Švýcarska, Belgie a Francie. To vedlo ke konkurenčním bojům mezi jednotlivými plzeňskými pivovary. Po připojení okolních vesnic a vytvoření takzvané Velké Plzně, zde byly čtyři pivovary – Měšťanský pivovar, Gambrinus, Světovar a Prior.
Pokles odbytu pokračoval až do roku 1926, kdy se začalo neoficiálně mluvit o spojení všech pivovarů do jednoho koncernu. Jako první došlo k připojení Prioru k Měšťanskému pivovaru. Dělníci byli dílem převedeni pod Měšťanský pivovar a dílem propuštěni. Jako další došlo k odkoupení akcií Gambrinu a ten převzal výhradně výrobu plzeňské desítky. Fúze byla dokončena roku 1932, kdy byl Gambrinus sloučen se Světovarem a vznikla společnost Plzeňské akciové pivovary.

### Moderní historie
Po druhé světové válce byl podnik, jako mnoho jiných, znárodněn a sloučen s dalšími pivovary pod národní podnik Plzeňské pivovary, n.p. v Plzni, v roce 1964 vznikla společnost Západočeské pivovary a exportní značka Plzeňský Prazdroj. Vývoz se, vzhledem k politické orientaci Československa, orientoval spíše na východ. 17. ledna 1982 vypukl ve sladovně pivovaru požár, který byl včas uhašen a nerozšířil se na celý provoz. Shořela pouze sladovna plná sladu a ječmene a nehoda se obešla bez ztrát na životech.
Po revoluci byla společnost privatizována a zapsala se jako Plzeňské pivovary, v roce 1994 byl název změněn na Plzeňský Prazdroj a.s. V roce 1999 se stal výhradním akcionářem společnosti SABMiller, 30. září 2002 se ke koncernu připojily pivovary Radegast a Velké Popovice, čímž získal Prazdroj nadpoloviční podíl na českém trhu.

## Nabízené druhy piva[2]
- Gambrinus Nepasterizovaná 10
- Gambrinus Nepasterizovaná 11
- Gambrinus Nepasterizovaná 12
- Gambrinus Nefiltrovaný ležák
- Gambrinus Originál 10
- Gambrinus Plná 12
- Gambrinus Polotmavá 12
- Gambrinus Dry